# Bohuslavice (powiat Šumperk)
Bohuslavice – gmina w Czechach, w powiecie Šumperk, w kraju ołomunieckim. Według danych z 2021 r. liczyła 491 mieszkańców.